# Sông Wear
Sông Wear ở Đông Bắc nước Anh bắt nguồn từ Pennines và chảy về phía đông, chủ yếu là thông qua hạt Durham tới Biển Bắc ở thành phố Sunderland. Với chiều dài 60 dặm Anh (97 km) từ lâu, nó là một trong những con sông dài nhất của khu vực, chảy qua một thung lũng dốc qua các nhà thờ Durham và có tên Weardale ở thượng lưu và Wearside ở cửa sông.